# Soju
Soju  (소주; 燒酒) és una beguda destil·lada originària de Corea. Té un gust similar al vodka, però sovint és lleugerament més dolça, ja que s'hi afegeix sucre. Tradicionalment es feia a partir d'arròs. Ara es fa amb altres midons com el de patata, blat, ordi, moniatos o tapioca. El soju és de color clar i amb un grau d'alcohol d'entre el 16,8% i el 53%. És molt consumit a Corea. Etimològicament prové del xinès shaojiu i significa “licor cremat”.